# چانگشو
چانگشو (به لاتین: Changshu) یک county-level city در جمهوری خلق چین است که در سوژو واقع شده‌است.

## خصوصیات
چانگشو ۱٬۲۶۴ کیلومترمربع مساحت و ۱٬۰۴۷٬۷۰۰ نفر جمعیت دارد.

## خواهرخوانده
شهرهای وایتیر، کالیفرنیا و تاونزویل خواهرخوانده‌های چانگشو هستند.